# Gail Patrick
Gail Patrick, nata Margaret LaVelle Fitzpatrick (Birmingham, 20 giugno 1911 – Los Angeles, 6 luglio 1980), è stata un'attrice cinematografica e produttrice televisiva statunitense.

## Biografia
Di famiglia agiata, studiò nei migliori collegi e vinse un concorso per volti nuovi lanciato dalla Paramount Pictures. Durante la sua carriera apparve in 64 film tra il 1932 e il 1948, l'anno in cui lasciò le scene. Bruna, fascinosa, alta 1,70, sullo schermo solitamente rivestiva i panni dell'antagonista e rivale dell'attrice protagonista, spesso con personaggi di donna avida e intrigante.
Ritiratasi dallo schermo, dal 1957 al 1966 ritornò a lavorare insieme al terzo marito, Thomas Cornwell Jackson, come produttrice della serie televisiva Perry Mason.

### Matrimoni e figli
Il 17 dicembre 1936, Patrick sposò il restauratore Robert H. Cobb, proprietario del Brown Derby e principale proprietario della squadra di baseball Hollywood Stars. Un'ardente tifosa del baseball, era chiamata "Ma Patrick" e lanciò la cerimoniale prima battuta al Gilmore Field il 2 maggio 1939. Sorprendendo Hollywood', i Cobbs si separarono nell'ottobre 1940 e divorziarono nel novembre 1941.
Il servizio patriottico di Patrick durante la II guerra mondiale comprese quattro tour del Canada promuovendo l'acquisto di titoli per la vittoria, facendo di lei l'unica stella del cinema che visitò tutta la nazione da costa a costa. Al suo ritorno dai viaggi per promuovere l'acquisto dei titoli di guerra, incontrò il tenente Arnold Dean White, un pilota della U.S. Navy Naval Air Transport Service; essi si sposarono l'11 luglio 1944. In giugno 1945, diede alla luce due gemelli prematuri che presto morirono. Divenne così diabetica e dovette assumere insulina per il resto della sua vita. Divorziò da White nel marzo 1946.
Nel luglio 1947, Patrick sposò il suo terzo marito, Thomas Cornwell Jackson, capo dell'ufficio di Los Angeles dell'agenzia pubblicitaria J. Walter Thompson. Creò un'attività davanti a casa, progettando vestititi per bambini e spostandosi poi a Rodeo Drive che lei chiamava the Enchanted Cottage (L'icantato cottage). Patrick condusse il negozio per otto anni con notevole successo. Un cortometraggio del 1947, parte della serie Paramount Pictures Unusual Occupations, include scene di Patrick con i suoi mecenati, tra i quali Maureen O'Sullivan.
Patrick divorziò da Jackson nel 1969. Essi rimasero soci nella Paisano Productions, insieme alla vedova di Gardner, alla figlia e alla cognata. Quando Jackson propose di riprendere Perry Mason per la CBS, i soci di Paisano votarono con lui nonostante l'opposizione di Patrick. A lei fu dato il titolo di consulente esecutivo per le serie che ne risultarono, The New Perry Mason (1973–74)."C'era il mio nome," disse Patrick, "ma io non volevo averci nulla a che fare. Corney c'era per conto suo." Per il fallimento con la critica e nelle classifiche Nielsen, le serie durarono solo quindici episodi.
Nel 1974, sposò il suo quarto marito, John E. Velde, Jr.; essi rimasero uniti fino alla di lei morte.

### Decesso
Il 6 luglio 1980, Patrick morì di leucemia, all'età di 69 anni, presso la sua casa di Hollywood: era stata curata per la malattia per quattro anni, ma l'aveva tenuta segreta a tutti tranne che al marito. La sua salma fu cremata e le ceneri disperse in mare presso Santa Monica (California), in una cerimonia privata.

## Filmografia
- Se avessi un milione (If I Had a Million), regia di James Cruze, H. Bruce Humberstone (1932)
- The Mysterious Rider, regia di Fred Allen (1933)
- Murders in the Zoo, regia di A. Edward Sutherland (1933)
- Il mistero della radio (The Phantom Broadcast), regia di Phil Rosen (1933)
- Pick-up, regia di Marion Gering (1933)
- Gambling Ship, regia di Louis J. Gasnier, Max Marcin (1933)
- Mama Loves Papa, regia di Norman Z. McLeod (1933)
- To the Last Man, regia di Henry Hathaway (1933)
- Il canto della culla (Cradle Song), regia di Mitchell Leisen (1933)
- La morte in vacanza (Death Takes a Holiday), regia di Mitchell Leisen (1934)
- The Crime of Helen Stanley, regia di D. Ross Lederman (1934)
- Il mistero del varietà (Murder at the Vanities), regia di Mitchell Leisen (1934)
- Take the Stand, regia di Phil Rosen (1934)
- Il canto del West (Wagon Wheels), regia di Charles Barton (1934)
- One Hour Late, regia di Ralph Murphy (1934)
- Rumba, regia di Marion Gering (1935)
- Mississippi, regia di A. Edward Sutherland e Wesley Ruggles (non accreditato) (1935)
- Non più signore (No More Ladies), regia di Edward H. Griffith e, non accreditato, George Cukor (1935)
- Doubting Thomas, regia di David Butler (1935)
- Smart Girl, regia di Aubrey Scotto (1935)
- Wanderer of the Wasteland, regia di Otho Lovering (1935)
- The Big Broadcast of 1936, regia di Norman Taurog (1935)
- Two-Fisted di James Cruze (1935)
- The Lone Wolf Returns, regia di Roy William Neill (1935)
- Two in the Dark, regia di Benjamin Stoloff (1936)
- L'uomo senza volto (The Preview Murder Mystery), regia di Robert Florey (1936)
- Early to Bed, regia di Norman Z. McLeod (1936)
- L'impareggiabile Godfrey (My Man Godfrey), regia di Gregory La Cava (1936)
- Murder with Pictures, regia di Charles Barton (1936)
- White Hunter, regia di Irving Cummings (1936)
- John Meade's Woman, regia di Richard Wallace (1937)
- Her Husband Lies, regia di Edward Ludwig (1937)
- Artisti e modelle (Artists & Models), regia di Raoul Walsh (1937)
- Palcoscenico (Stage Door), regia di Gregory La Cava (1937)
- Pazza per la musica (Mad About Music), regia di Norman Taurog (1938)
- Dangerous to Know, regia di Robert Florey (1938)
- L'inesorabile (Wives Under Suspicion), regia di James Whale (1938)
- King of Alcatraz, regia di Robert Florey (1938)
- Disbarred, regia di Robert Florey (1939)
- Cavalcata ardente (Man of Conquest), regia di George Nichols Jr. (1939)
- Grand Jury Secrets, regia di James P. Hogan (1939)
- Reno, regia di John Farrow (1939)
- Notre Dame (The Hunchback of Notre Dame), regia di William Dieterle (1939)
- Notte bianca (The Doctor Takes a Wife) di Alexander Hall (1940)
- Le mie due mogli (My Favorite Wife), regia di Garson Kanin (1940)
- Gallant Sons, regia di George B. Seitz (1940)
- Innamorato pazzo (Love Crazy), regia di Jack Conway (1941)
- Kathleen, regia di Harold S. Bucquet (1941)
- Maschere di lusso (We Were Dancing), regia di Robert Z. Leonard (1942)
- Destino (Tales of Manhattan), regia di Julien Duvivier (1942)
- Quiet Please: Murder, regia di John Larkin (1942)
- Hit Parade of 1943, regia di Albert S. Rogell (1943)
- Women in Bondage, regia di Steve Sekely (1943)
- Nella camera di Mabel (Up in Mabel's Room), regia di Allan Dwan (1944)
- Milioni in pericolo (Brewster's Millions), regia di Allan Dwan (1945)
- Baciami e lo saprai! (Twice Blessed), regia di Harry Beaumont (1945)
- Nessuno ti avrà mai (The Madonna's Secret), regia di Wilhelm Thiele (1946)
- La vita è nostra (Claudia and David), regia di Walter Lang (1946)
- Tutta la città ne sparla (Rendezvous with Annie), regia di Allan Dwan (1946)
- Plainsman and the Lady, regia di Joseph Kane (1946)
- Calendar Girl, regia di Allan Dwan (1947)
- Criniere al vento (King of the Wild Horses), regia di George Archainbaud (1947)
- The Inside Story, regia di Allan Dwan (1948)

## Doppiatrici italiane
- Dhia Cristiani in Le mie due mogli, Cavalcata ardente
- Marcella Rovena in L'impareggiabile Godfrey
- Clelia Bernacchi in Palcoscenico
- Giuliana Maroni in Se avessi un milione (ridoppiaggio 1952)